# Latte macchiato

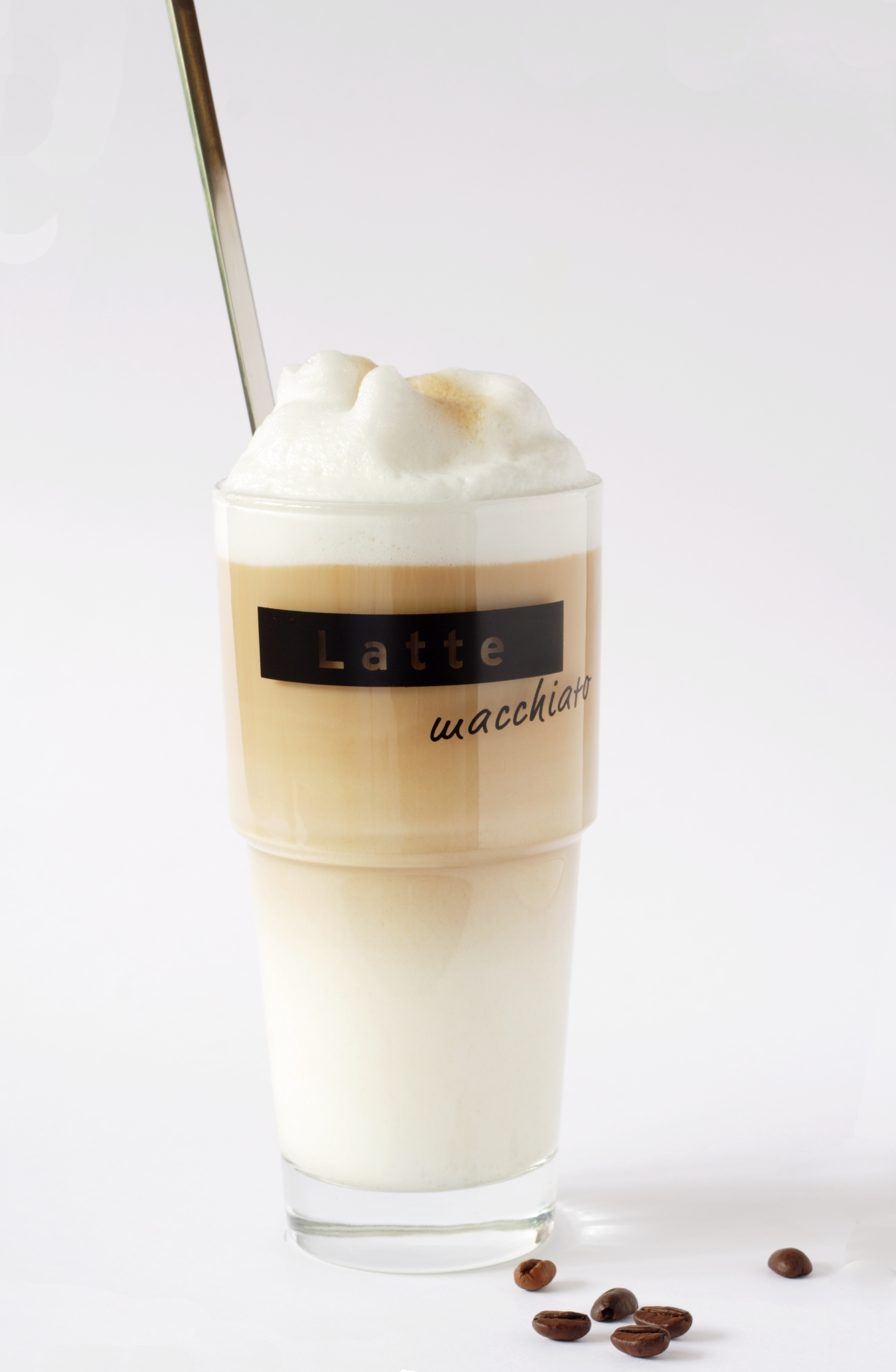
Latte macchiato

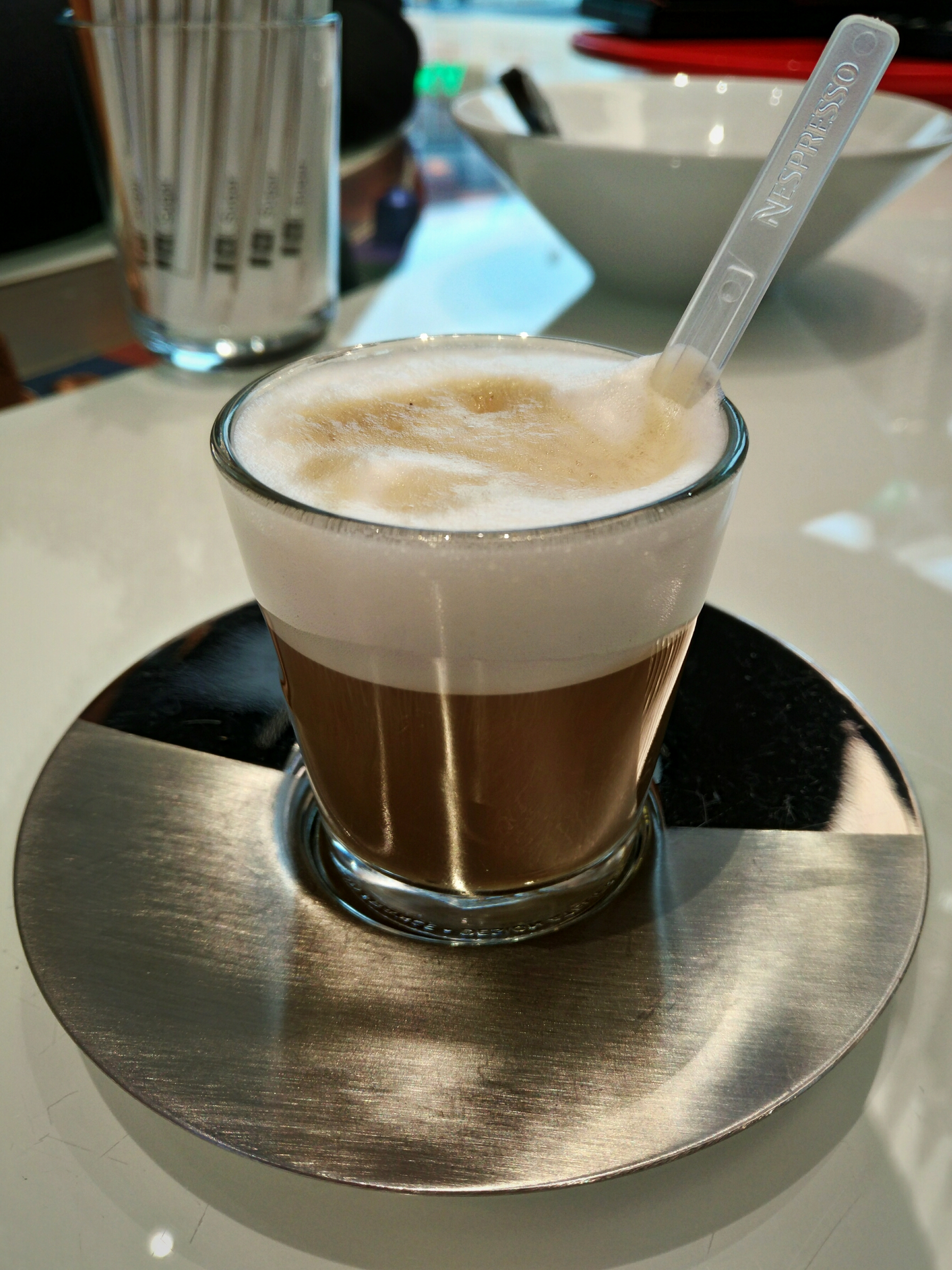
Caffè macchiato

Latte macchiato [⁠ˈlatːe maˈkːja(ː)to⁠] (italienisch für „gefleckte Milch“) ist ein Warmgetränk aus heißer Milch mit einem Schuss Kaffee, das dem Caffè latte ähnelt, aber weniger Kaffee enthält und daher auch Kindern gereicht wird.
Latte macchiato sollte in Italien nicht mit dem dort gern bestellten Caffè macchiato verwechselt werden, dieser Macchiato ist Espresso mit etwas aufgeschäumter Milch.
Das in Deutschland übliche Kurzwort für Latte macchiato lautet Latte. In Italien selbst erhält man bei Bestellung von latte ein Glas Milch – ohne Kaffee.

## Grammatik und Aussprache
Laut Duden ist sowohl der Latte macchiato (weil das italienische Wort latte männlichen Geschlechts ist) als auch die Latte macchiato (weil die deutsche Entsprechung Milch weiblichen Geschlechts ist) korrekt. Das Buchstabenverbindung cch ist wie k auszusprechen, auf Italienisch wie Doppel-k.

## Kulturelle Bedeutung
Latte macchiato wird häufig als Symbol für trendbewusste Großstädter der kreativen Mittelschicht verwendet und demzufolge auch sarkastisch oder abwertend als Modegetränk der Yuppies und Sinnbild städtischer Gentrifizierungsprozesse betrachtet. Diese Stereotype wurden unter anderem von Kabarettisten wie Rainald Grebe und Philip Tägert und in dem Musical Mama Macchiato karikiert. Von solchen Bevölkerungsgruppen bevorzugte Stadtviertel werden häufig als „Latte-macchiato-Viertel“ oder „Latte-macchiato-Kiez“ verlacht. Unter der Bezeichnung „Latte-macchiato-Eltern“ oder auch „Latte-macchiato-Mütter“ definieren Trend- und Zukunftsforscher eine marktwirtschaftlich relevante Zielgruppe, die einen bewusst urbanen Lebensstil in das Familienleben integrieren möchte.